# Museu del Ferrocarril de l'Azerbaidjan
El Museu del Ferrocarril de l'Azerbaidjan (àzeri: Azərbaycan Dəmiryol Muzeyi) és un museu del ferrocarril a Bakú, Azerbaidjan. El museu es va inaugurar el 2019.
El museu es troba a l'edifici històric de l'estació de tren de Sabunchu al centre de la ciutat de Bakú, prop de la plaça Jafar Jabbarli (estació de metro 28 May).

## Història
L'obertura del Museu del Ferrocarril de l'Azerbaidjan va tenir lloc el 19 de novembre de 2019, amb la participació del president Ilham Aliyev.
Al museu, tancat durant la pandèmia de COVID-19, es van fer obres de reconstrucció i, després d'enriquir-se amb noves exposicions, va començar a acollir els visitants el 28 de desembre de 2023.
L'històrica estació de tren de Sabunchu (a prop de l'estació de metro del 28 de maig), un dels tres edificis que formen el complex històric de l'estació de passatgers de Bakú, acull el Museu del Ferrocarril de l'Azerbaidjan. Aquest edifici es va posar en funcionament el 6 de juliol de 1926, el dia de l'obertura del primer ferrocarril electrificat a l'Azerbaidjan. L'estació de tren de Sabunchu a Bakú va ser el primer edifici de l'estació a rebre trens elèctrics.
L'edifici es va construir a partir de les tradicions arquitectòniques nacionals de l'Azerbaidjan i recorda el Palau dels Xirvanxàs pel seu aspecte i molts elements. Cal destacar les finestres de l'edifici fetes a l'estil de l'art nacional "shabaka", la decoració del període Xirvanxah a la part superior de la façana de l'entrada i les talles de pedra de lleons a la torre del rellotge.
El museu disposa de dues sales d'exposicions, una sala de cinema i sales per organitzar esdeveniments culturals i corporatius. Aquí s'hi celebren esdeveniments com ara dies de signatura de llibres, horaris de lectura, exposicions de llibres i d'art, trobades amb personatges públics. A les sales, es mostren diverses exposicions interessants relacionades amb les etapes de desenvolupament del sector ferroviari de l'Azerbaidjan, incloent materials fotogràfics i de vídeo que reflecteixen la història de la creació del ferrocarril al segle XIX i models de trens. A més, es va crear un racó fotogràfic per reflectir els serveis prestats pel president Heydar Aliyev en el desenvolupament dels ferrocarrils a l'Azerbaidjan.

## Galeria

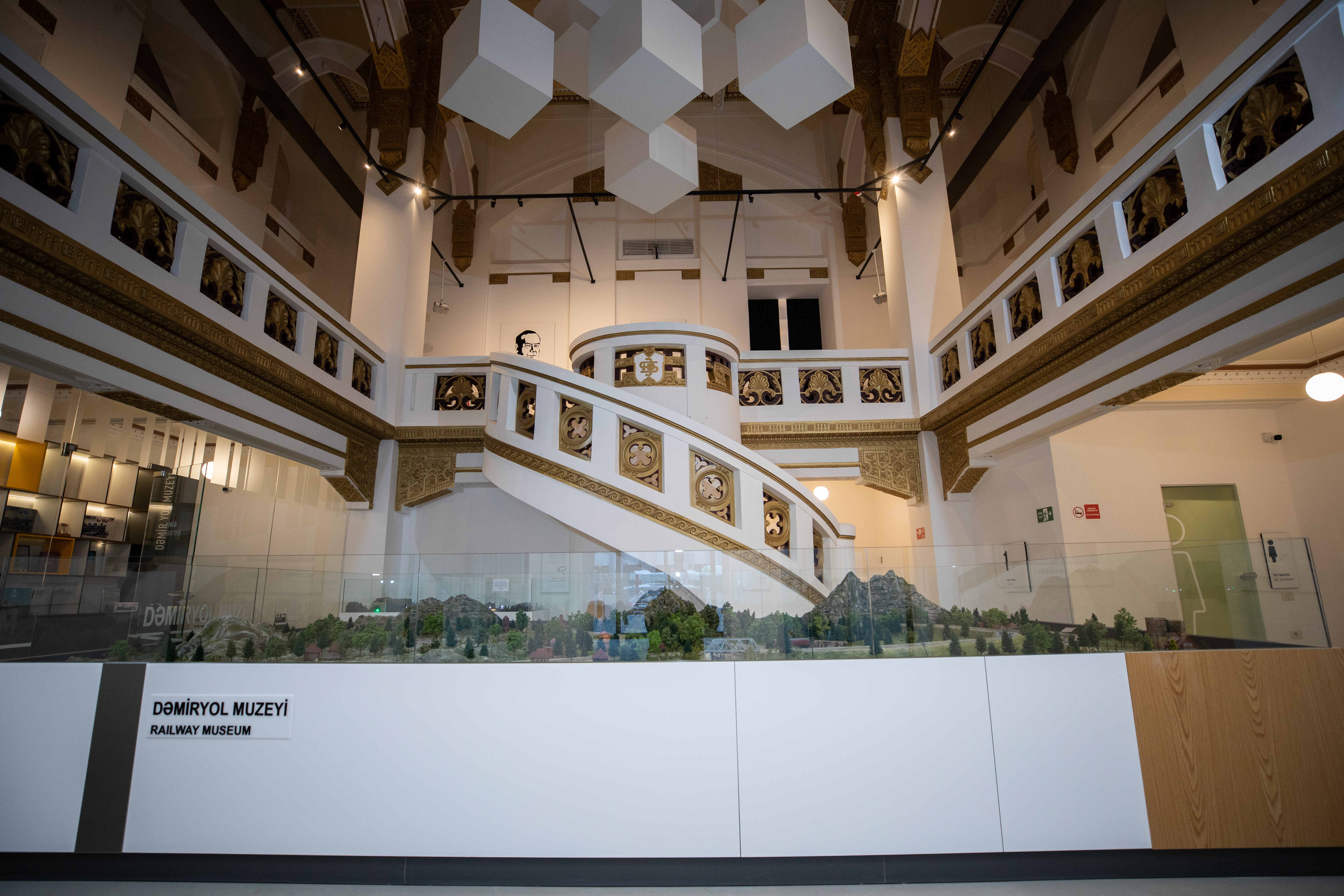
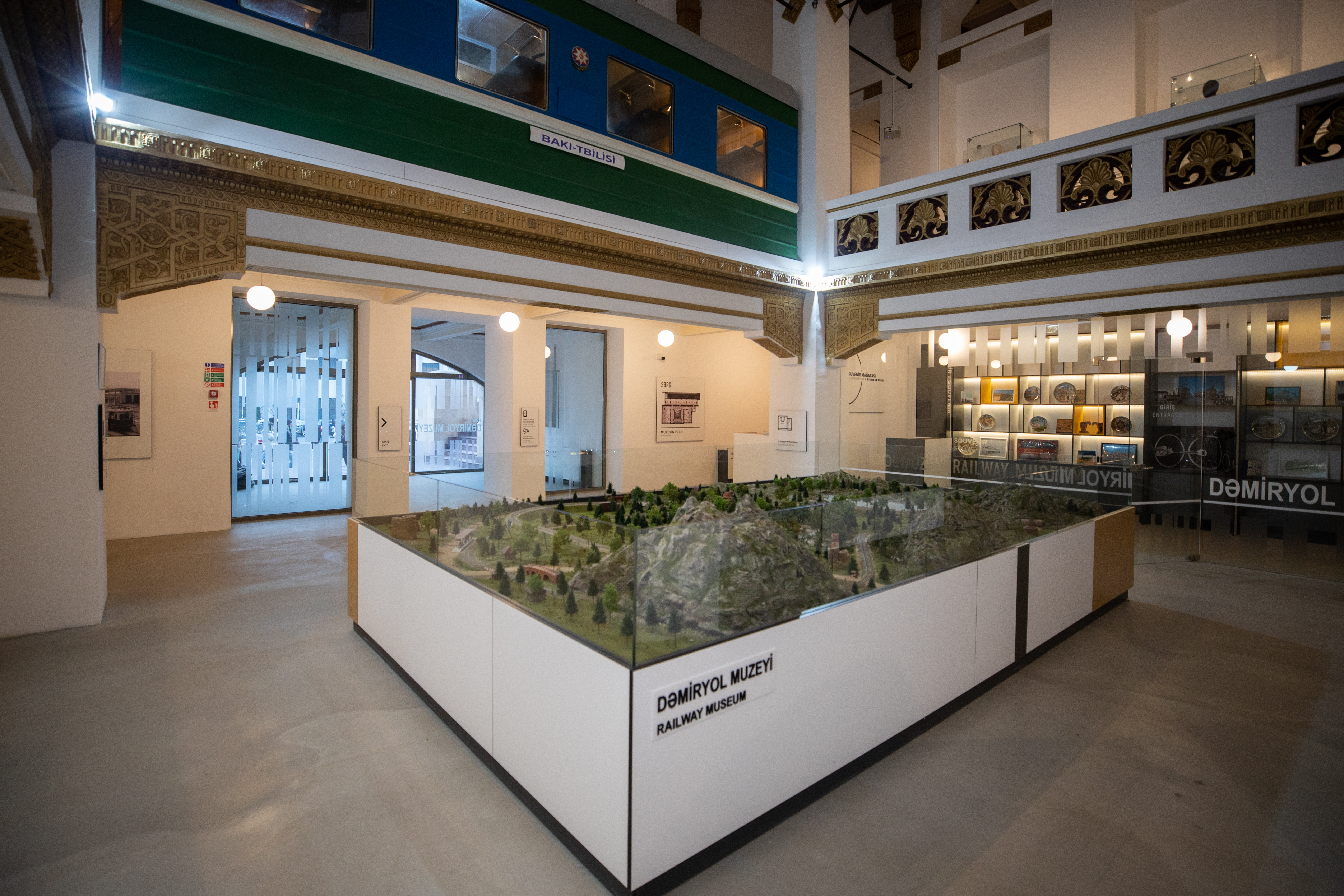
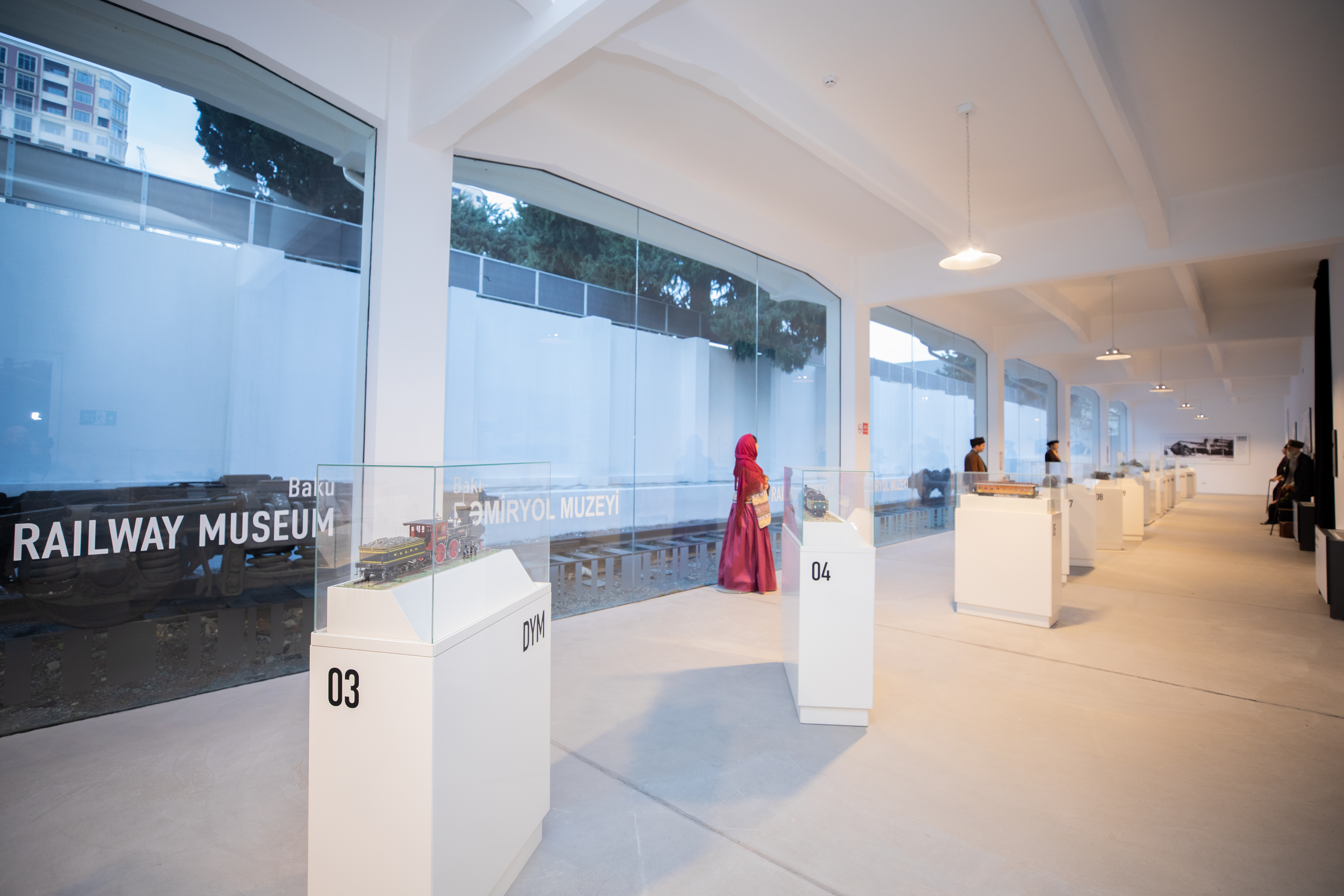
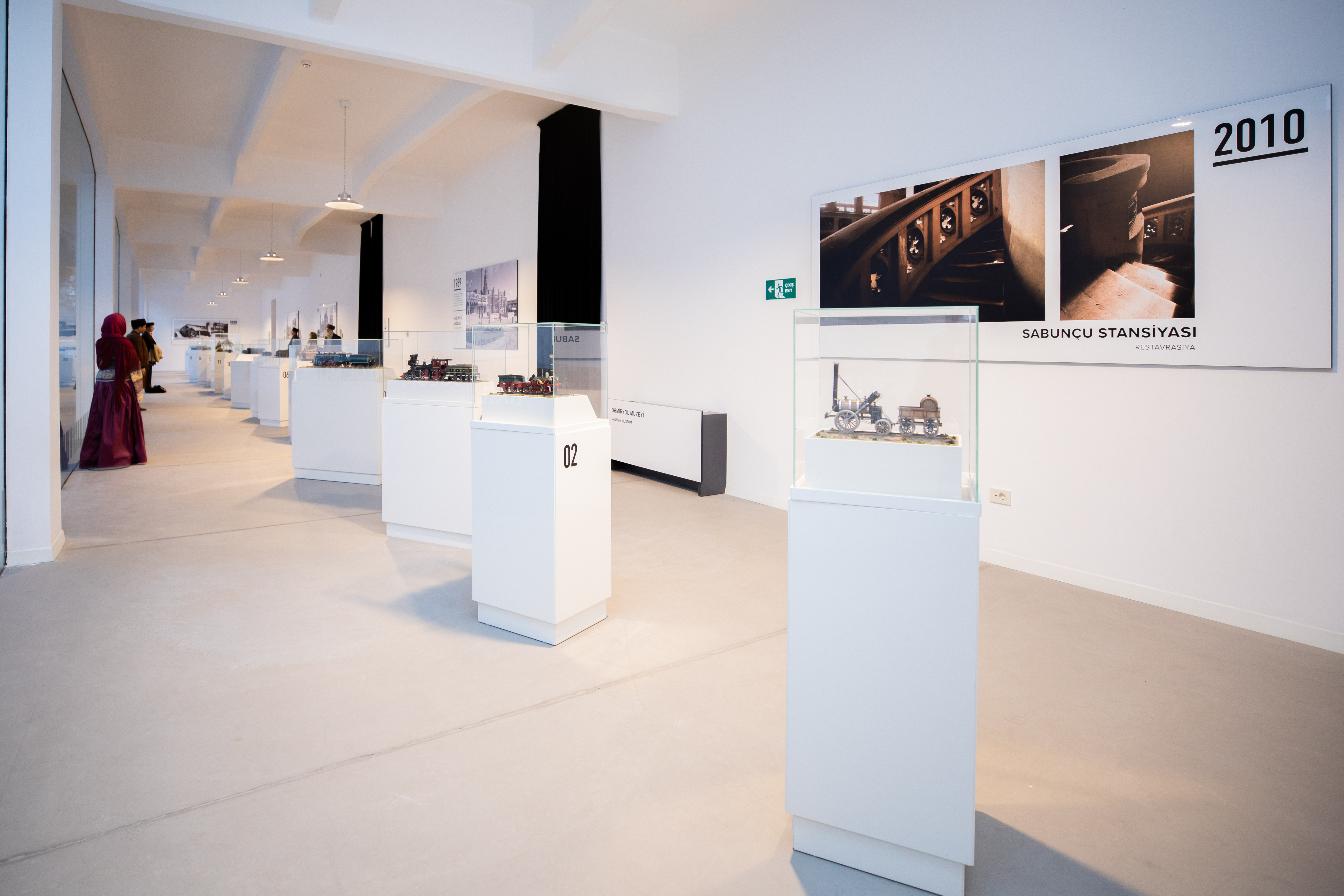
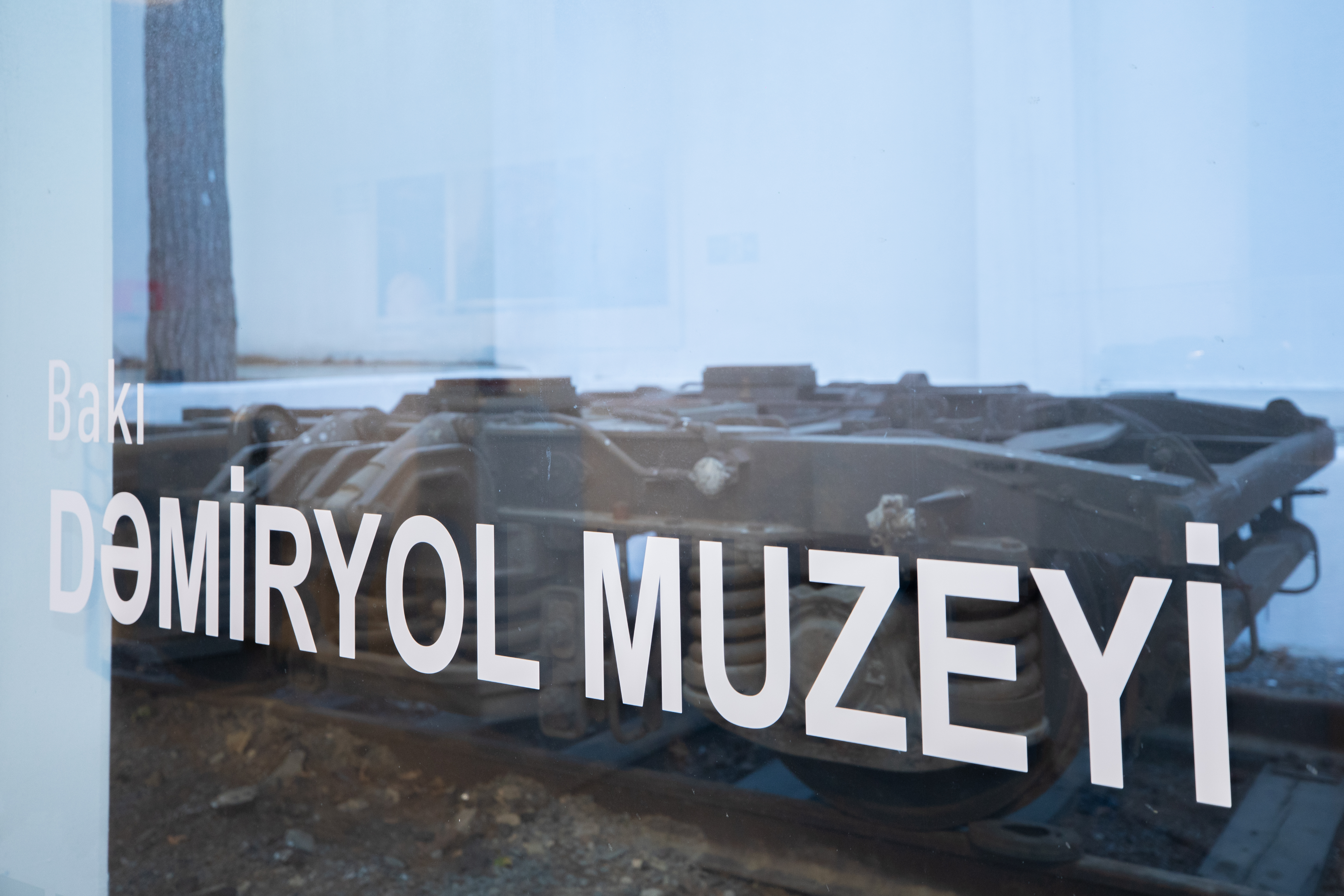
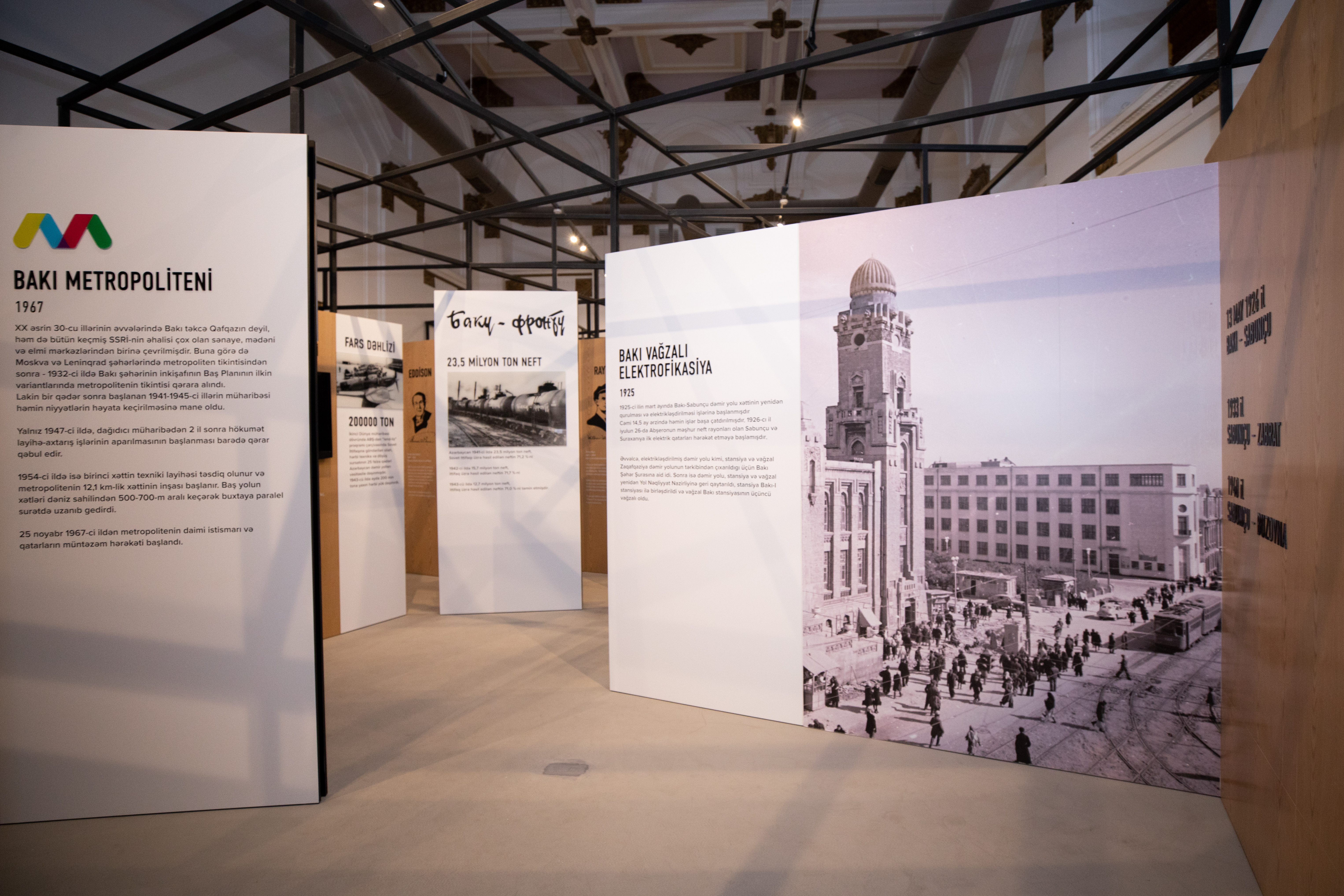
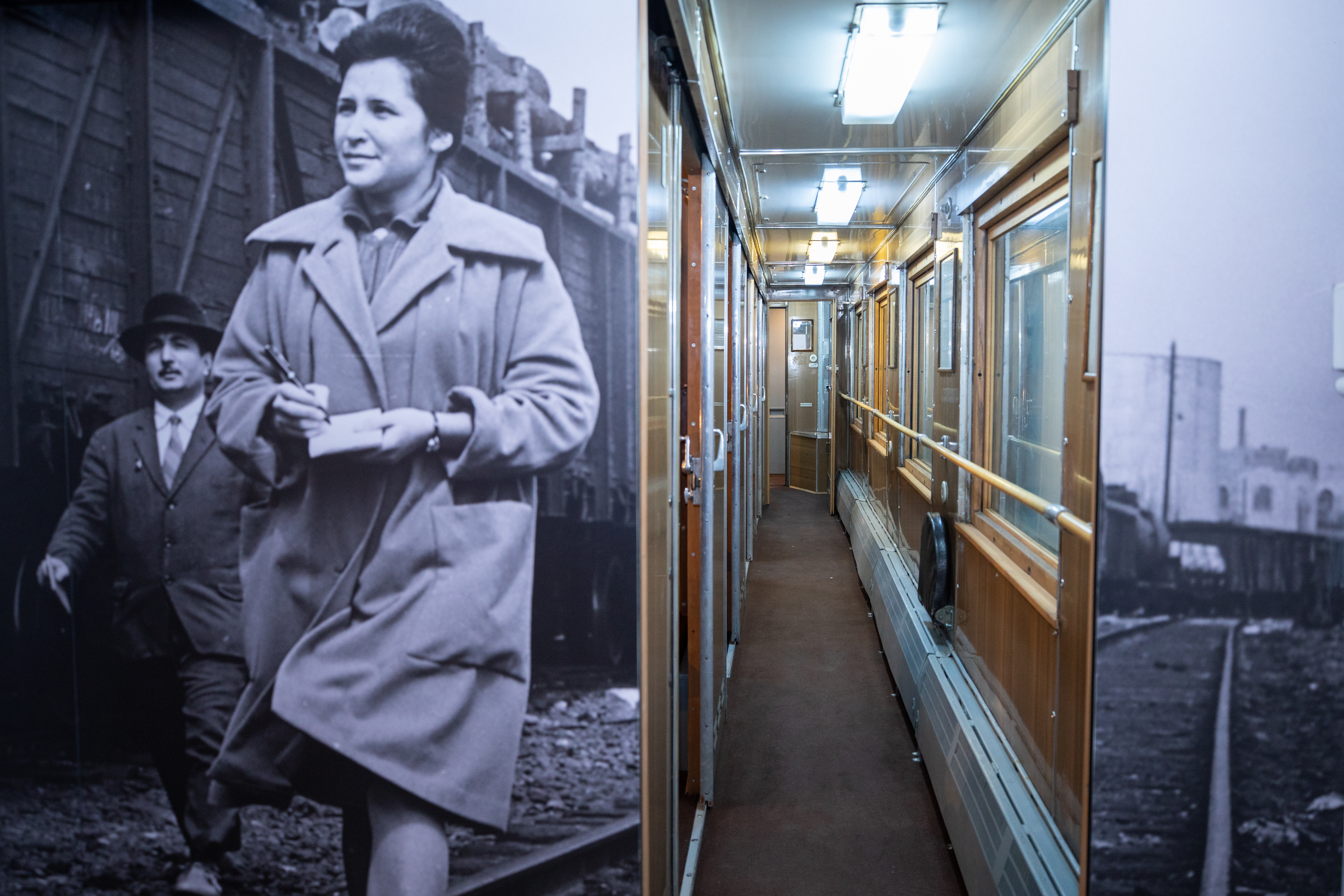
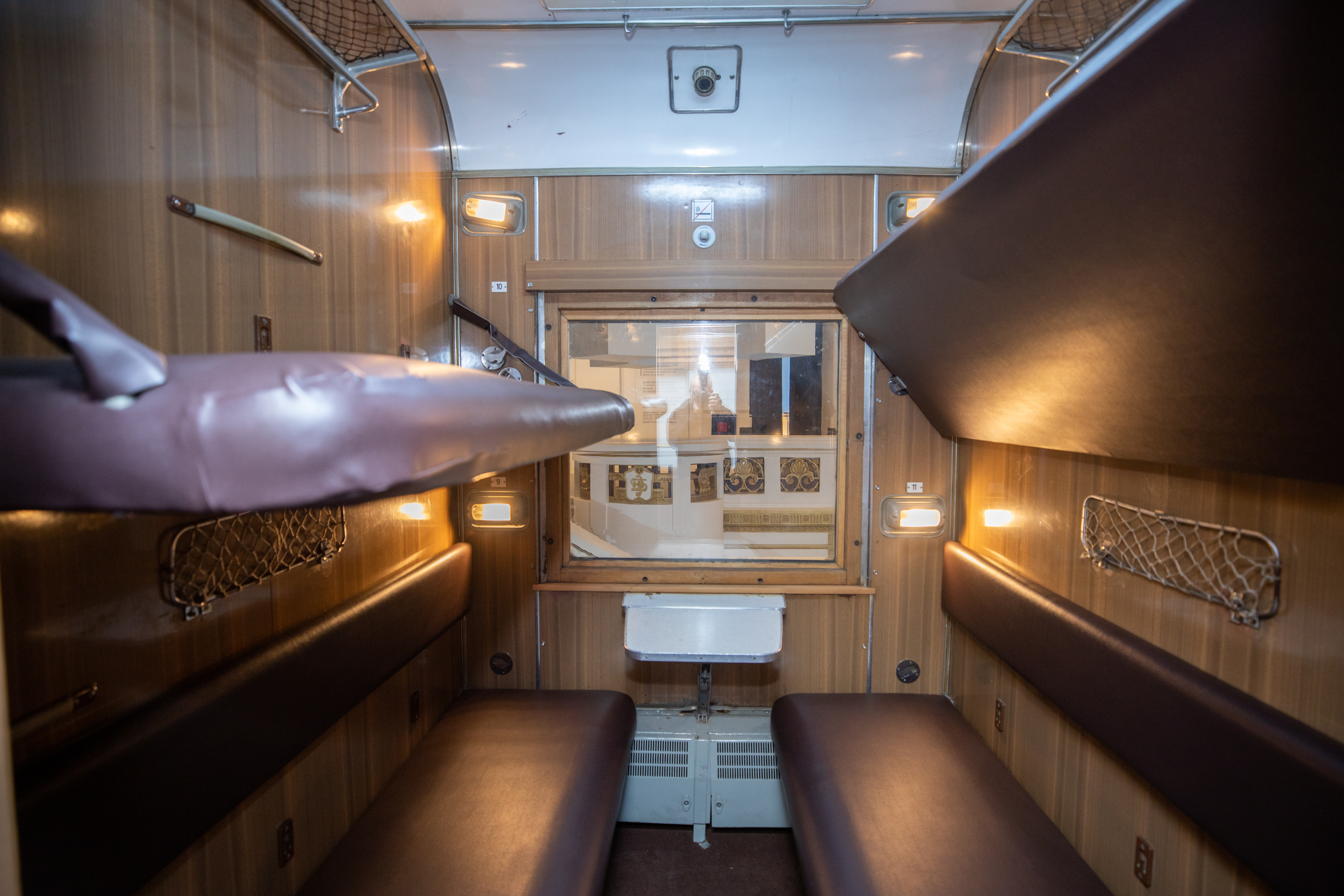
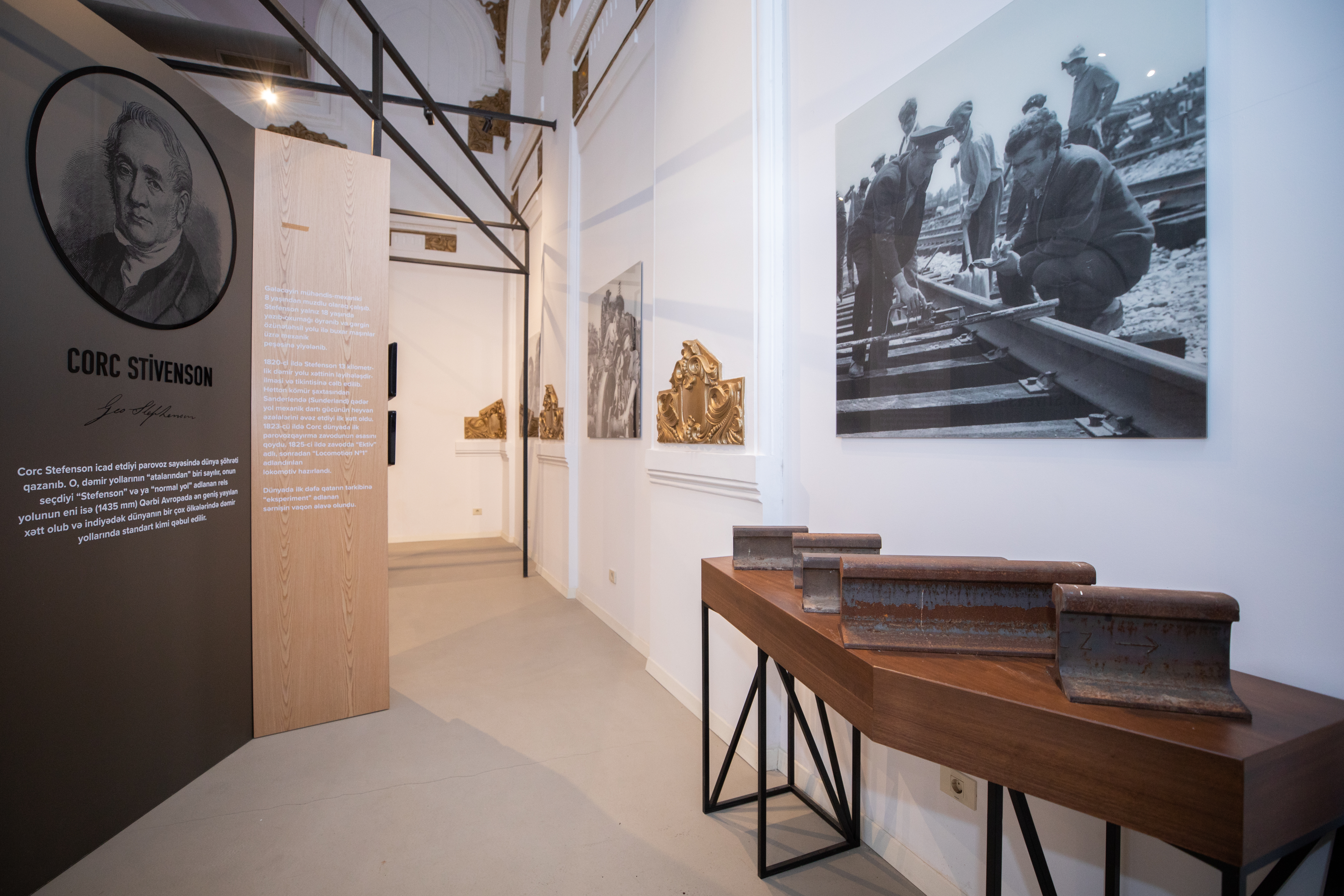